# Só no Forevis
Só no Forevis é o quinto álbum de estúdio da banda de rock brasileira Raimundos, lançado em 27 de maio de 1999. Foi o disco de maior vendagem da banda, bem como o último com o vocalista Rodolfo Abrantes. O título é uma homenagem aos bordões do humorista e músico Mussum, dos Trapalhões e dos Originais do Samba (forevis é um sinônimo para "furébis" ou "nádegas"), falecido em 1994. Ao todo, vendeu cerca de dois milhões de unidades e tornou-se um dos mais comprados de todos os tempos no território.

## Temática
O álbum marcou o retorno da banda a suas raízes musicais, através das letras maliciosas e satíricas. Foi o álbum mais vendido da banda, e teve como sucessos as faixas "Mulher de Fases", "A Mais Pedida", "Me Lambe" (que contou com a participação de Bi Ribeiro, baixista d'Os Paralamas do Sucesso), e "Aquela", cover da banda Little Quail and The Mad Birds que fez parte da trilha sonora da telenovela Uga Uga. 
O conceito do álbum satiriza o sucesso dos grupos de pagode da época, mostrando os membros do Raimundos jocosamente trajados como "pagodeiros" na capa. Citando as brigas da banda com o juizado de menores, Rodolfo comentou que "até saímos bonitos na foto da capa do disco para ver se paramos de ser censurados"; a imagem de capa foi tratada para exagerar as proporções dos músicos, incluindo pés grandes e volumes nas calças. A primeira faixa traz um pagode confuso e marcado por arrotos, com a participação do rapper Marcelo D2, e as letras de "Mulher de Fases" mencionam o cantor Salgadinho, então membro do Katinguelê.
A última faixa do disco – a versão acústica de "Mulher de Fases" – possui uma faixa secreta, que inicia-se cerca de um minuto após o término da música. Esta faixa é a tomada de gravação inteira dos arrotos que foram usados na introdução do álbum, com uma suave improvisação de piano ao fundo. Os arrotos foram gravados pelo irmão de Rodolfo.
O lançamento do álbum foi adiado do dia 17 de maio, devido a um assalto ao depósito da gravadora; o incidente não prejudicou as vendas do disco e o álbum foi o mais vendido da banda, chegando a vender naquele ano 650 mil cópias.

## Lançamento em disco de vinil
Em 2021, após 22 anos do seu lançamento, o álbum ganhou em versão em formato LP, com tiragem limitada de 300 cópias, comercializados na pré-venda por R$ 169,90. O álbum foi o primeiro título masculino, e também o primeiro disco de banda e de rock lançado pela empresa Bolachão Discos, que anteriormente já havia lançado artistas como Xuxa (Boas Notícias), Roberta Sá (Sambas e Bossas), Zélia Duncan (Minha voz fica) e Rouge (Les 5inq).

## Faixas
| N.º            | Título                                           | Música                                             | Duração |  |
| 1.             | "Só no Forevis (Selim)"                          | Cristiano Telles, Raimundos                        | 0:33    |  |
| 2.             | "Mato Véio"                                      | Rodolfo, Fred                                      | 2:07    |  |
| 3.             | "Carrão de Dois"                                 | Rodolfo                                            | 2:01    |  |
| 4.             | "Fome do Cão"                                    | Rumbora, Rodolfo, Digão                            | 3:28    |  |
| 5.             | "Mulher de Fases"                                | Rodolfo, Digão                                     | 3:32    |  |
| 6.             | "Alegria"                                        | Martin Luthero e Danilo                            | 1:49    |  |
| 7.             | "A Mais Pedida" (com a participação de Penélope) | Rodolfo, Digão, Canisso, Fred                      | 3:52    |  |
| 8.             | "Boca de Lata"                                   | Rodolfo, Rodrigo Nuts, Zé Gonzales                 | 2:26    |  |
| 9.             | "Me Lambe"                                       | Rodolfo, Digão, Fred                               | 3:16    |  |
| 10.            | "Pompem"                                         | Rodolfo, Digão                                     | 2:42    |  |
| 11.            | "Deixa Eu Falar"                                 | Alexandre Carlo, Black Alien, Rodolfo, Digão, Fred | 4:41    |  |
| 12.            | "Aquela"                                         | Gabriel Thomaz                                     | 3:24    |  |
| 13.            | "Língua Presa"                                   | Martin Luthero, Rodolfo, Digão                     | 1:39    |  |
| 14.            | "Mulher de Fases (A Linda)"                      | Rodolfo, Digão                                     | 6:22    |  |
| Duração total: | Duração total:                                   | Duração total:                                     | 39:13   |  |

## Créditos
Raimundos
- Rodolfo Abrantes — voz; percussão (em "Só no Forévis"); palmas (em "Pompem")
- Digão — guitarra; violão (em "A Mais Pedida" e 'Aquela"); viola (em "A Mais Pedida"); vocal  (1, 2, 4, 6—13); feira (em "Fome do Cão")
- Canisso — baixo  (menos em "Me Lambe" e "Boca de Lata"); vocal (1, 2, 4, 6, 8, 10–13)
- Fred Castro — bateria; percussão e vocal (em "Só no Forevis"); triângulo (em "Fome do Cão) ; palmas (em "Pompem")

Participações especiais
- Érika Martins (Penélope) — vocais  em "A Mais Pedida"
- Marcelo D2 — vocais adicionais em "Só no Forevis"
- Bi Ribeiro (Os Paralamas do Sucesso) — baixo em "Me Lambe"
- Alexandre Carlo (Nativus) e Black Alien — vocais em "Deixa eu Falar"

Músicos convidados
- Guilherme Bonolo - vocal (todas menos 4, 8, 10 e 14)
- Tuka - cuíca e vocal adicional em "Só no Forevis"
- Cheeba - arrotos em "Só no Forevis"
- Tom Capone - bandolim (em "Só no Forevis") e feira (em "Fome do Cão")
- Wagner Vianna — vocal  (em "Mato Véio", "Fome do Cão" e "Boca de Lata")
- Miranda — feira em "Fome do Cão"
- Duda Mello — feira em "Fome do Cão" e palmas em "Pompem"
- Glauco Fernandes, Isabela Noronha, Luis Fernando Zamith e Léo Ortiz - cordas em "Mulher de Fases"
- Martin Luthero — narrador e voz em "Alegria"
- DJ Nuts — scraches em "Boca de Lata"
- Zé Gonzales — scratches e vocal em "Boca de Lata"
- Mauro Manzoli — palmas em "Pompem"

Produção
- Miranda, Tom Capone e Mauro Manzoli — produção (menos em "Boca de Lata")
- Dzcuts (Nuts e Zé Gonzales) — produção em "Boca de Lata"
- Fabiano França — gravação
- Daniel Carvalho, Duda Mello, Léo Moreira e Luciano Tarta - engenheiros assistentes (AR Studios)
- Eduardo Pop, Marcito, Max P.A. — engenheiros assistentes (Estúdios Mega)
- Guilherme Bonolo e Mauro Manzoli — engenheiro de ProTools
- Fabiano França e Tom Capone — mixagem (menos em "Boca de Lata")
- David Corcos — mixagem em "Boca de Lata"
- Miranda - mixagem em "Pompem"
- Ricardo Garcia — masterização
- Roberto da Paixão — roadie
- Luciano Tarta — assistente de produção

Design
- Luiz Stein — capa
- Luiz Stein e Raimundos — conceito
- Victor Hugo Cecatto — manipulação de imagmm
- Andrea Franco — produção da capa
- Adriana Pittigliani — fotos
- Lily Clark — roupas
- Celeste Randall — maquiagem
- Bruna Pietronave e Eliane Monteiro — modelos (contracapa)
- Marcelo Rossi, Patrick Grossner e Roberto Paixão — fotos do show
- Karol Loureiro e Silvano Martins — assistentes de fotografia
- Cristina Portella e Silvia Panella — coordenação gráfica